# Cecilia Bustamante
Cecilia Bustamante Moscoso (Lima, 1932 - Texas, 13 de octubre de 2006) fue una poeta peruana que perteneció a la denominada Generación de los 50. Fue la primera mujer —y la única, al menos hasta 2022— en recibir el Premio Nacional de Poesía, otorgado a ella en el año 1965. También se desempeñó como docente, periodista, editora, y es considerada una activista por haber realizado labores en defensa de los derechos humanos, las organizaciones comunales, el desarrollo sostenible y los derechos de la mujer en América Latina.

## Biografía
Cecilia Bustamante nació en Lima en 1932, de padres arequipeños. Fue familia de los Bustamante y Rivero y sobrina política del escritor José María Arguedas. Cursó estudios en la Escuela Nacional de Bellas Artes del Perú, graduándose con honores en 1961. Se dice que su sensibilidad poética y su gusto por el arte se debieron en gran parte al entorno donde creció, ya que estuvo rodeada de intelectuales y gente del ámbito artístico. En una entrevista, Bustamente declaró que desciende de Flora Tristán por parte de su madre, y de Alfonso Ugarte por parte de su padre. Además, fue la primera miembro mujer del comité ejecutivo de la Federación Peruana de Periodistas del Perú y formó parte de la Comisión de Educación en las Artes del Ministerio de Educación. Asimismo, es reconocida como la primera mujer que realizó trabajo periodístico en la prensa peruana, tomando puestos como editorialista y jefa de la página de Arte y Letras en el diario La Tribuna, como redactora en La Crónica y Cultura Peruana, y como publicista en Última Hora.
Cecilia Bustamante perteneció a la Generación del 50 —junto con Blanca Varela y Magda Portal—, sin embargo no es del todo reconocida como tal debido a que esta generación fue fundante, pero prevalentemente masculina. Una anécdota contada por el investigador y Doctor en Literatura peruano, Víctor Vich, retrata el problema de la escritura de mujeres en esa época. Según cuenta Vich, después de haber obtenido el Premio Nacional de Poesía, Cecilia se refirió al respecto como "algo terrible, casi lo peor que me pasó en la vida. Los colegas estuvieron descontentos y me lo hicieron ver permanentemente con desdén y con burla. Nunca tuve ningún agasajo, ni siquiera una foto".
En 1969 Bustamante se fue de Perú y vivió entre México y España, hasta que en 1973 se mudó definitivamente a Austin, Texas. Posteriormente, en 1976, fundó el Centro Peruano de Escritoras (CPE) junto a la poeta también peruana Magda Portal. 
Tras haber luchado contra una larga enfermedad, el 13 de octubre del 2006 Cecilia Bustamante falleció en Austin.

## Publicaciones
Entre sus principales obras están los libros de poesía, pero también escribió artículos y ensayos sobre las temáticas de políticas culturales, desarrollo continuo, asuntos de la mujer, Derechos Humanos, etc. Parte de su obra ha sido traducida a diversos idiomas como el francés, alemán, italiano, rumano, portugués, inglés, etc.

#### Poesía
- Símbolos de corazón (1961)
- Altas hojas (1961)
- Nueva poesía (1963)
- Nuevos Poemas y Audiencia. Lima: Ediciones Flora, 1965.(Premio Nacional de Poesía, 1965)
- El nombre de las cosas. Uruguay: Editorial Alfa, 1970.
- Discernimiento (1971, 1979)
- Amor en Lima. Lima: Ediciones Capulí, 1977.
- Modulación transitoria (1986)

## Distinciones y reconocimientos
El 1965 se convirtió en la primera y, hasta el día de hoy, la única mujer en ganar el Premio Nacional de Poesía (actualmente se entrega el Premio Nacional de Literatura en la modalidad de Poesía).
En 2022 recibió un reconocimiento póstumo por parte del Ministerio de la Mujer y Poblaciones Vulnerables (MIMP) del Estado Peruano, el cual, mediante un decreto en ocasión del 8 de marzo, otorgó la condecoración “Orden al Mérito de la Mujer” a Cecilia Bustamante y otras 24 mujeres peruanas, siendo destacadas por su tarea en la defensa de los derechos y por promover la igualdad de género. En particular, Bustamante fue reconocida por "su contribución en la promoción de los derechos de las mujeres y la eliminación de barreras para la igualdad de género desde el campo de la literatura".